# مالا یژویتسا
مالا یژویتسا (به صربی: Mala Ježevica) یک منطقهٔ مسکونی در صربستان است که در Požega واقع شده‌است. مالا یژویتسا ۳۰۴ نفر جمعیت دارد.